# Никола Владов
Никола Николов Владов е български лекар, специалист по чернодробно-панкреатична и трансплантационна хирургия, професор.

## Биография
Никола Владов е роден на 19 октомври 1960 г. в град София. Завършва медицина в МУ-София. Специализира жлъчно-чернодробна и панкреатична хирургия. Има втора магистърска степен по „Обществено здраве и здравен мениджмънт“.
Началник е на клиниката по Чернодробно-панкреатична хирургия и трансплантология във ВМА от нейното основаване през 2003 г. Той е републикански консултант по хирургия, национален консултант по трансплантология (за периода 2011 – 2014 г.). Избран е за почетен член на Френската академия по хирургия през 2013 г. Той е заместник главен редактор на сп. „Хирургия“ и председател на Българското дружество по трансплантология.
През 2020 г. е удостоен с орден „Стара планина“ първа степен.
Почетен гражданин на Ловеч от 29 март 2017 г. „за огромния му принос в постигнатите съпоставими с европейско ниво постижения в чернодробните трансплантации, за високия му човешки и професионален морал в дейността на българското здравеопазване“.
Почетен гражданин на София (2021)

## Дисертационни трудове и академично развитие
- Дисертационен труд за присъждане на образователната и научна степен доктор по медицина, София, 2002 г., на тема „Лечение на ехинококовите кисти на черния дроб отворени в жлъчните пътища“
- Дисертационен труд за присъждане на научната степен доктор на медицинските науки, София, 2009 г., на тема „Рак на панкреаса – мултидисциплинарен подход и възможности за хирургично лечение“
- Доцент от 2005 г.
- Професор от 2011 г.[5]

## Научни публикации
Никола Владов е автор на над 100 научни публикации, включително монографии, научни статии в български и чуждестранни списания и списания с импакт фактор .